# Isaac Reckitt
Isaac Reckitt (* 1792; † 1862) war ein britischer Chemiker. Reckitt gilt neben Johann Adam Benckiser als Begründer des Chemiekonzerns Reckitt Benckiser (seit 2021 Reckitt), der heute ein Unternehmen des FTSE 100 Index ist.

## Leben
Thomas und Isaac Reckitt bauten 1819 die Maud Foster Windmill in Boston, welche heute als Grade-I-Baudenkmal geschützt ist. 1840 erwarb er eine Stärkemühle in Hull. Später weitete er den Betrieb aus und es wurde auch Graphit verarbeitet und Wäscheblau hergestellt. Das Unternehmen florierte und war in seiner Region ein beachtlicher Arbeitgeber mit rund 210 Angestellten. Aus diesem Unternehmen entstand in der Folge der bekannte britische Chemiekonzern Reckitt and Sons.